# Tanjung Gelam
Tanjung Gelam is een bestuurslaag in het regentschap Ogan Ilir van de provincie Zuid-Sumatra, Indonesië. Tanjung Gelam telt 1260 inwoners (volkstelling 2010).